# Тепловой купол

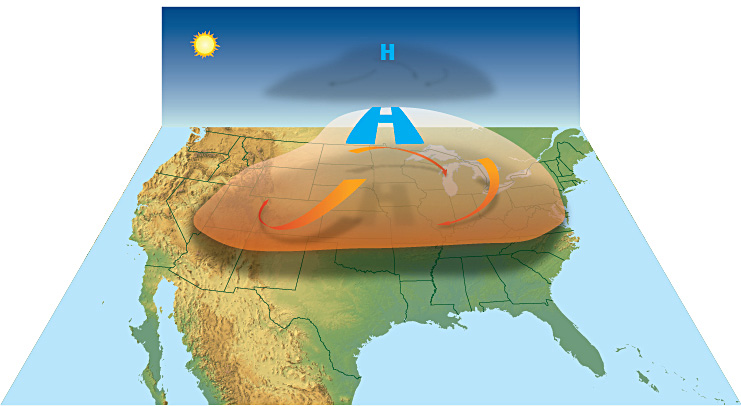
Тепловой купол над США

Тепловой купол — метеорологическое явление, вероятно связанное с глобальным потеплением, при котором в атмосфере образуется ограниченная область горячего океанского воздуха в виде перевернутой чашки, со стабильными погодными условиями в верхних слоях атмосферы. В метеорологии они называются Омега-блоком.

## Возникновение тепловых куполов

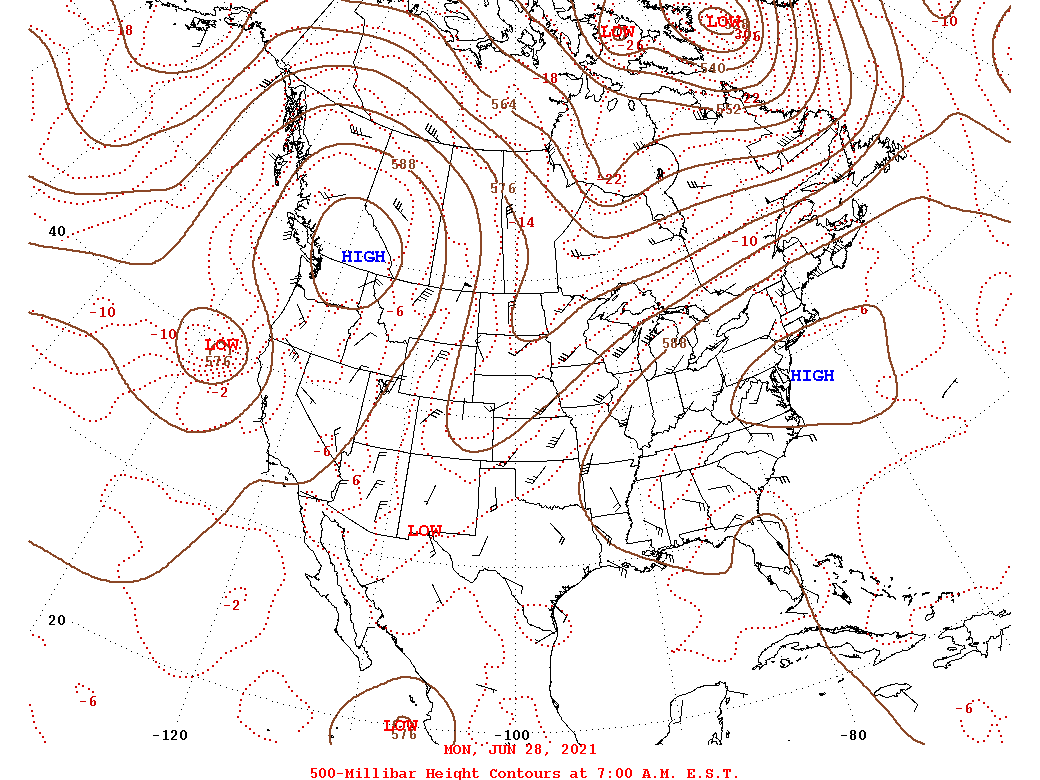
Тепловой купол 2021 года в западной части Северной Америки, над западом Канады и Северо-западом Соединенных Штатов. «Высокое» давление — это тепловой купол

Летом, в условиях отсутствия циркуляции и пониженной влажности, в атмосфере накапливаются массы теплого воздуха. Высокое давление из атмосферы Земли выталкивает теплый воздух вниз. Воздух сжимается, и, поскольку его внутренняя энергия теперь находится в меньшем объеме, он нагревается. Когда теплый воздух затем пытается подняться, высокое давление над ним заставляет его опускаться, нагреваться, и его давление становится выше.
Высокое давление действует как купол, заставляя все, что под ним, становиться все горячее и горячее.

## Примеры
В хронологическом порядке,
- Жара Северной Америке (2012)[англ.]
- Жара Северной Америке (2018)[англ.]
- Жара на Аляске (2019)
- Жара в мире (2021)[англ.]
- Лесные пожары в Британской Колумбии (2021)[англ.]
- Жара в западной части Северо-западной Америке (2021)